# Andre Boucaud
Andre Christopher Boucaud (ur. 10 października 1984 w Enfield) – piłkarz z Trynidadu i Tobago grający na pozycji środkowego pomocnika. Od 2014 jest zawodnikiem klubu Dagenham & Redbridge.

## Kariera klubowa
Swoją karierę piłkarską Boucaud rozpoczął w klubie Queens Park Rangers. W 2001 roku podjął treningi w Reading. Nie zadebiutował jednak w pierwszym zespole Reading i w 2003 roku został wypożyczony do grającego w Division Two Peterborough United. Latem 2004 podpisał kontrakt z tym klubem. W sezonie 2004/2005 spadł z Peterborough do League Two. W 2005 roku został z niego wypożyczony do Aldershot Town.
W 2006 roku Boucaud przeszedł do grającego w Conference North, Kettering Town. Grał w nim przez sezon. W 2007 roku został zawodnikiem Wycombe Wanderers. W 2009 roku wrócił do Kettering Town. Jego zawodnikiem był do połowy sezonu 2010/2011. W trakcie sezonu 2010/2011 był wypożyczony do York City. Latem 2011 został zawodnikiem tego klubu.
W trakcie sezonu 2011/2012 Boucaud został piłkarzem Luton Town. Latem 2012 przeszedł do grającego w League One, Notts County, a w 2014 do Dagenham & Redbridge.
| Sezon   | Klub                 | Kraj   | Rozgrywki           | Mecze | Gole |
| ------- | -------------------- | ------ | ------------------- | ----- | ---- |
| 2001/02 | Reading              | Anglia | Division Two        | 0     | 0    |
| 2002/03 | Peterborough United  | Anglia | Division Two        | 5     | 0    |
| 2003/04 | Peterborough United  | Anglia | Division Two        | 8     | 1    |
| 2004/05 | Peterborough United  | Anglia | League One          | 22    | 1    |
| 2005/06 | Peterborough United  | Anglia | League Two          | 3     | 0    |
| 2005/06 | Aldershot Town       | Anglia | Conference National | 9     | 0    |
| 2006/07 | Kettering Town       | Anglia | Conference North    | 39    | 4    |
| 2007/08 | Wycombe Wanderers    | Anglia | League Two          | 10    | 0    |
| 2008/09 | Kettering Town       | Anglia | Conference National | 42    | 0    |
| 2009/10 | Kettering Town       | Anglia | Conference National | 36    | 0    |
| 2010/11 | Kettering Town       | Anglia | Conference National | 20    | 0    |
| 2010/11 | York City            | Anglia | Conference National | 19    | 0    |
| 2011/12 | York City            | Anglia | Conference National | 23    | 1    |
| 2011/12 | Luton Town           | Anglia | Conference National | 7     | 0    |
| 2012/13 | Notts County         | Anglia | League One          | 39    | 1    |
| 2013/14 | Notts County         | Anglia | League One          | 29    | 0    |
| 2014/15 | Dagenham & Redbridge | Anglia | League Two          | 41    | 0    |
| 2015/16 | Dagenham & Redbridge | Anglia | League Two          |       |      |

## Kariera reprezentacyjna
W reprezentacji Trynidadu i Tobago Boucaud zadebiutował 23 maja 2004 roku w wygranym 2:0 towarzyskim meczu z Iranem. W 2013 roku został powołany do kadry na Złoty Puchar CONCACAF 2013. Na tym turnieju rozegrał dwa spotkania: z Hondurasem (2:0) i ćwierćfinałowe z Meksykiem (0:1). W 2015 roku był w kadrze Trynidadu i Tobago na Złoty Puchar CONCACAF 2015. Zagrał na nim trzykrotnie: z Gwatemalą (3:1), z Kubą (2:0 i gol w 42. minucie) i w ćwierćfinale z Panamą (1:1, k. 5:6).